# Winx Club - Il mistero degli abissi
Winx Club - Il mistero degli abissi (Brasil: Winx Club - O Mistério do Abismo / Portugal: Clube Winx: O Mistério do Abismo) é um filme italiano de animação computadorizada (CGI) baseado na  série animada de televisão Winx Club dirigido por Iginio Straffi. Foi lançado na Itália dia 4 de setembro de 2014. Ocorre após os eventos da Quinta  Temporada.

## Sinopse
A bruxas Trix se uniram à Politea e descobriram que, para derrotar as fadas Winx de uma vez por todas e se tornarem invencíveis, é preciso encontrar a pérola escondida no profundo Oceano Infinito! Como as Winx vão impedir os planos das suas inimigas?